# Dolson Automobile Company
Dolson Automobile Company, hervorgegangen aus John L. Dolson & Sons, war ein US-amerikanischer Hersteller von Automobilen.

## Unternehmensgeschichte
John L. Dolson gründete das Unternehmen in Charlotte in Michigan. Er fertigte zusammen mit seinem Sohn W. Elton Dolson jährlich rund 5000 Kutschen. Der jüngere Sohn D. Elmore Dolson stellte 1902 ein Auto zu Versuchszwecken her. 1904 begann die Serienproduktion. Der Markenname lautete Dolson. Ende 1906 folgte die Umfirmierung. Im Frühjahr 1907 wurde die Ausstattung der St. Anne Kerosine Motor Company übernommen, um zu expandieren. Da traten Geldprobleme auf. Ende 1907 folgte der Bankrott. 25 unfertige Fahrzeuge wurden im Frühjahr 1908 nach gerichtlicher Anweisung fertiggestellt. Anfang 1909 kaufte der Lkw-Hersteller Duplex Power Car Company das Werk. Die Times Square Automotive Company aus New York City kaufte den Rest auf.
Insgesamt entstanden etwa 700 Kraftfahrzeuge. Die Hälfte davon war 1910 noch zugelassen, was eine Quelle als Zeichen hoher Qualität auslegt.

## Fahrzeuge
1904 gab es nur das Model A. Ein Zweizylindermotor mit 15 PS Leistung trieb über eine Kette die Hinterachse an. Das Fahrgestell hatte 208 cm Radstand. Der offene Tourenwagen bot Platz für fünf Personen.
1905 kann das Model C als Nachfolger angesehen werden. Die Motorleistung des Zweizylindermotors war auf 20 PS gesteigert worden und der Radstand auf 229 cm verlängert worden. Der Aufbau war nun ein Tonneau mit seitlichen Zustieg. Das Model 8 hatte einen Vierzylindermotor, der mit 28/32 PS angegeben war. Der Radstand betrug 262 cm. Auch dieses Modell war als Tonneau mit seitlichem Zustieg karosseriert.
1906 standen vier Fahrzeuge zur Auswahl. Model C und Model D waren nun mit 22/24 PS angegeben. Der Radstand betrug 254 cm beim ersten Modell und 257 cm beim zweiten Modell. Das Model E entsprach motorenmäßig dem Vierzylindermodell des Vorjahres, allerdings war der Radstand auf 269 cm verlängert worden. Neues Spitzenmodell war das Model F. Sein Vierzylindermotor war mit 45/50 PS angegeben. Der Radstand betrug 284 cm. Alle Fahrzeuge waren Tourenwagen mit fünf Sitzen.
1907 war der Motor des Model F mit 55/60 PS angegeben. Das Fahrgestell hatte nun 318 cm Radstand. Darauf gab es einen Tourenwagen mit sieben Sitzen sowie einen sportlichen Roadster, der Cannon Ball Roadster genannt wurde. Der letztgenannte konnte 120 km/h Höchstgeschwindigkeit erreichen. Daneben gab es das Model H. Es hatte einen 35/40-PS-Vierzylindermotor, 282 cm Radstand und eine fünfsitzige Tourenwagenkarosserie.
2012 wurde ein erhaltenes Fahrzeug für 74.250 US-Dollar versteigert.

## Modellübersicht
| Jahr | Modell  | Zylinder | Leistung (PS) | Radstand (cm) | Aufbau                                     |
| ---- | ------- | -------- | ------------- | ------------- | ------------------------------------------ |
| 1904 | Model A | 2        | 15            | 208           | Tourenwagen 5-sitzig                       |
| 1905 | Model C | 2        | 20            | 229           | Side Entrance Tonneau                      |
| 1905 | Model 8 | 4        | 28/32         | 262           | Side Entrance Tonneau                      |
| 1906 | Model C | 2        | 22/24         | 254           | Tourenwagen 5-sitzig                       |
| 1906 | Model D | 2        | 22/24         | 257           | Tourenwagen 5-sitzig                       |
| 1906 | Model E | 4        | 28/32         | 269           | Tourenwagen 5-sitzig                       |
| 1906 | Model F | 4        | 45/50         | 284           | Tourenwagen 5-sitzig                       |
| 1907 | Model F | 4        | 55/60         | 318           | Tourenwagen 7-sitzig, Cannon Ball Roadster |
| 1907 | Model H | 4        | 35/40         | 282           | Tourenwagen 5-sitzig                       |